# Oxaprozina
La oxaprozina es  vendida bajo la marca Daypro, entre otras, es un fármaco antiinflamatorio no esteroideo  que se utiliza para tratar la inflamación en afecciones como la osteoartritis y la artritis reumatoide. Se toma por vía oral.
Los efectos secundarios comunes incluyen dolor abdominal, úlceras de estómago, hemorragia gastrointestinal, náuseas, función renal deficiente y picazón; otros efectos secundarios pudieran incluir problemas hepáticos, anafilaxia, insuficiencia cardíaca, infarto de miocardio y síndrome de Stevens-Johnson. El uso del medicamento en la última parte del embarazo pudiera dañar al bebé.
La oxaprozina fue patentada en 1967 y aprobada para uso médico en 1983. En los Estados Unidos cuesta alrededor de 2,50 dólares americanos por dosis de 600 mg a partir de 2021. También está disponible en Canadá y Japón.